# Cheilotrichia (Empeda) suffumata
Cheilotrichia (Empeda) suffumata is een tweevleugelige uit de familie steltmuggen (Limoniidae). De soort komt voor in het Oriëntaals gebied.